# Trois Souris aveugles
Pour plus de détails, voir Fiche technique et Distribution.
Trois Souris aveugles (titre original : Three Blind Mice) est un film américain réalisé par William A. Seiter, sorti en 1938.

## Synopsis
Pamela, Moira et Elizabeth Charters quittent leur ferme familiale du Kansas pour Santa Barbara en Californie, où elles espèrent trouver chacune un riche mari. Elles descendent dans un hôtel chic, où Pam se fait passer pour une riche héritière, tandis que Moira joue sa bonne et Liz sa secrétaire. Le barman Mike Brophy leur signale comme candidats possibles Steve Harrington et Van Dam Smith. Mais tout ne va pas se passer exactement comme elles le prévoyaient.

## Fiche technique
- Titre original : Three Blind Mice
- Titre français : Trois Souris aveugles
- Réalisation : William A. Seiter
- Scénario : Brown Holmes et Lynn Starling d'après la pièce The Greeks Had a Word for It de Zoe Akins et la pièce Three Blind Mice de Guy Bolton, alias Stephen Powys, créée le 26 avril 1938 à Londres
- Direction artistique : Bernard Herzbrun et Hans Peters
- Décors : Thomas Little
- Costumes : Gwen Wakeling et Sam Benson (non crédité)
- Photographie : Ernest Palmer
- Montage : James B. Morley
- Musique : Charles Maxwell (non crédité)
- Production : Darryl F. Zanuck
- Production associée : Raymond Griffith
- Société de production : Twentieth Century Fox
- Société de distribution : Twentieth Century Fox
- Pays de production :  États-Unis
- Langue : anglais
- Format : Noir et blanc — 35 mm — 1,37:1 — Son Mono (Western Electric Mirrophonic Recording)
- Genre : Comédie romantique
- Durée : 75 minutes
- Date de sortie : 
  - États-Unis : 18 juin 1938
  - France : 31 août 1938

## Distribution
- Loretta Young : Pamela Charters
- Joel McCrea : Van Dam Smith
- David Niven : Steve Harrington
- Stuart Erwin : Mike Brophy
- Marjorie Weaver : Moira Charters
- Pauline Moore : Elizabeth Charters
- Binnie Barnes : Miriam Harrington
- Jane Darwell : Mme Kilian
- Leonid Kinskey : jeune homme
- Spencer Charters : Hendricks
- Franklin Pangborn : réceptionniste du Biltmore
- Herbert Heywood : ouvrier
- José Nieto (non crédité) : chanteur espagnol

## Chanson du film
- "Isn't It Wonderful, Isn't It Swell" : paroles et musique de Lew Pollack et Sidney D. Mitchell